# Hedonismo darwiniano
Se entiende como hedonismo darwiniano a un enfoque evolutivo que explica la motivación humana a través de la búsqueda del placer y la evitación del dolor. Esta teoría sostiene que los impulsos hedónicos evolucionaron como mecanismos adaptativos para aumentar las probabilidades de supervivencia y éxito reproductivo. Conductas como el consumo de alimentos con alto contenido calórico o el uso de sustancias psicoactivas, que proporcionan gratificación inmediata, pudieron haber sido ventajosas en entornos ancestrales, pero en la actualidad contribuyen a problemas de salud crónicos. Al reconocer la base evolutiva de estas tendencias, los investigadores pueden desarrollar intervenciones más eficaces que aborden comportamientos no saludables, enfocándose en modificar los mecanismos subyacentes de búsqueda de placer en lugar de limitarse a fomentar el autocontrol o la fuerza de voluntad.

## Mecanismos
El hedonismo darwiniano sostiene que las conductas orientadas al placer, anteriormente beneficiosas para la supervivencia y la reproducción, pueden volverse desadaptativas en entornos modernos. En contextos ancestrales, los antojos de alimentos calóricos, la conservación de energía y la búsqueda de sustancias psicoactivas ofrecían ventajas evolutivas. No obstante, en la actualidad, estas mismas tendencias contribuyen a comportamientos nocivos como una mala alimentación, el sedentarismo y el consumo de sustancias.
Esta teoría ayuda a explicar por qué las personas persisten en hábitos dañinos a pesar de conocer sus riesgos, subrayando la diferencia entre la motivación hedónica (deseos impulsivos y automáticos) y la motivación reflexiva (decisiones deliberadas y controladas). Esta distinción pone de manifiesto la dificultad de superar comportamientos arraigados por presiones evolutivas.

## Críticas
El hedonismo darwiniano ha sido criticado por centrarse de forma demasiado limitada en el placer como principal motivador del comportamiento humano. Algunos sostienen que el hedonismo resulta insuficiente como marco moral, al ignorar valores como la libertad, la equidad y el deber, esenciales para la toma de decisiones éticas. También se ha señalado que este enfoque puede fomentar la gratificación a corto plazo en detrimento del bienestar a largo plazo, tanto a nivel individual como social. Otra preocupación es su posible papel en la promoción de comportamientos ambientalmente insostenibles, dado que el consumo excesivo impulsado por deseos hedónicos puede contribuir al agotamiento de recursos, la contaminación y otros daños ecológicos, socavando los esfuerzos hacia la sostenibilidad.

## Aplicaciones
El hedonismo darwiniano aporta una perspectiva útil para comprender diversos comportamientos no saludables al explicar cómo los impulsos orientados al placer guían la acción humana. Por ejemplo, ayuda a entender el abuso de sustancias, ya que las personas buscan el placer derivado del alcohol y otras drogas. El marco también ofrece explicaciones sobre los malos hábitos alimentarios, ya que las personas tienden a preferir alimentos calóricos debido a impulsos evolutivos relacionados con la conservación de energía. Asimismo, aclara la inactividad física, asociada a la tendencia evolutiva a ahorrar esfuerzo. En todos estos casos, conductas que alguna vez fueron adaptativas pueden volverse problemáticas en contextos actuales, generando enfermedades.